# Sistema sanitario del Giappone

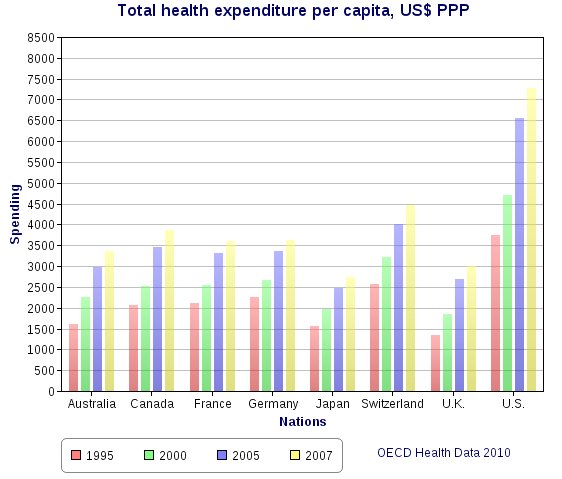
Spesa sanitaria totale pro capite del Giappone, in dollari statunitensi aggiustati per la parità di potere d'acquisto, confrontata con altre nazioni del primo mondo.

Il sistema sanitario del Giappone è l'apparato che eroga i servizi di cura e assistenza sanitaria per la popolazione civile del Giappone. Tali servizi sono molto ampi e includono gli esami diagnostici, l'assistenza prenatale e il controllo delle malattie infettive, con il paziente che si accolla il 30% dei costi, mentre lo Stato paga il restante 70%. Il pagamento dei servizi medici personali è offerto da un sistema di assicurazione per l'assistenza sanitaria universale che fornisce una relativa parità di accesso, con le tariffe fissate da una commissione statale. Tutti i residenti del Giappone sono obbligati per legge ad avere una copertura assicurativa sanitaria. Le persone senza l'assicurazione del datore di lavoro possono partecipare a un programma nazionale di assicurazione sanitaria, gestita dalle amministrazioni locali. I pazienti sono liberi di scegliere i medici o le strutture che preferiscono e non può essere negata loro la copertura. Gli ospedali, per legge, devono essere amministrati come organizzazioni senza scopo di lucro ed essere gestiti da medici. Le persone giuridiche a scopo di lucro non sono autorizzate a possedere o gestire ospedali. Le cliniche devono essere possedute e gestite da medici.
Da alcuni anni è in corso una profonda riforma del sistema sanitario giapponese a opera del primo ministro Shinzō Abe, nell'ambito della sua politica di riforma economica ribattezzata popolarmente Abenomics. Su questi temi, Abe si è espresso ufficialmente anche in una conferenza internazionale sull'argomento, svoltasi a Tokyo nel dicembre 2015. Le tariffe mediche sono rigidamente regolate dallo Stato per mantenerle accessibili. Secondo il reddito familiare e l'età degli assicurati, i pazienti devono accollarsi il pagamento del 10%, 20% o 30% delle tariffe mediche, con lo Stato che paga la quota rimanente. Inoltre, per ogni famiglia sono fissate soglie mensili, di nuovo in base al reddito e all'età, e le tariffe mediche che superano la soglia non vengono addebitate o vengono rimborsate dallo Stato. I pazienti non assicurati devono accollarsi il 100% delle loro spese mediche, ma le tariffe non sono addebitate per le famiglie a basso reddito che ricevono un sussidio statale. Le tariffe non sono addebitate neanche ai senzatetto trasportati in ospedale in ambulanza.

## Storia

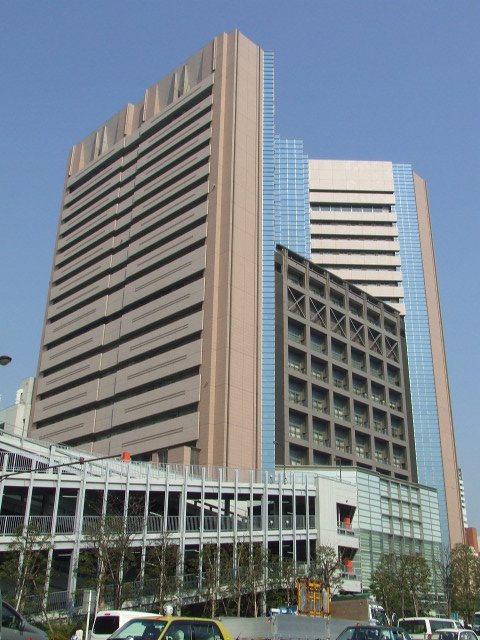
Ospedale del Centro nazionale per il cancro nel quartiere di Tsukiji di Tokyo.

La storia del sistema sanitario giapponese iniziò nel 1927 quando fu creato il primo piano per l'Assicurazione sanitaria dei dipendenti.
Nel 1961, il Giappone introdusse la copertura assicurativa sanitaria universale, e quasi tutti divennero assicurati. Tuttavia, i tassi di compartecipazione differivano considerevolmente. Se agli iscritti all'Assicurazione sanitaria dei dipendenti bastava pagare solo un importo nominale alla prima visita dal medico, i loro dipendenti e gli iscritti all'Assicurazione sanitaria nazionale dovevano pagare il 50% del prezzo del tariffario per tutti i servizi e le cure mediche. Dal 1961 al 1982, il tasso di compartecipazione fu abbassato gradualmente al 30%.
Dal 1983 tutte le persone anziane sono coperte da un'assicurazione garantita dallo Stato.
Alla fine degli anni 1980, il governo e i circoli professionali stavano considerando di cambiare il sistema in modo che i livelli di cura primari, secondari e terziari fossero distinti chiaramente all'interno di ogni regione geografica. Inoltre, le strutture sarebbero state designate in base al livello di cura e sarebbero stati necessari dei riferimenti per ottenere cure più complesse. Anche i responsabili delle politiche e gli amministratori riconoscevano il bisogno di unificare i vari sistemi assicurativi e di controllare i costi.
Verso l'inizio degli anni 1990 vi erano più di 1.000 ospedali psichiatrici, 8.700 ospedali generali e 1.000 ospedali completi con una capacità totale di 1,5 milioni di letti. Gli ospedali fornivano cure sia per pazienti esterni sia per pazienti degenti. In aggiunta, 79.000 cliniche offrivano principalmente cure per pazienti esterni, e c'erano 48.000 cliniche odontoiatriche. La maggior parte dei medici e degli ospedali vendevano i medicinali direttamente ai pazienti, ma c'erano 36.000 farmacie dove i pazienti potevano acquistare medicinali sintetici o di erboristeria.
Le spese sanitarie nazionali salirono da circa 1.000 miliardi di yen nel 1965 a quasi 20.000 miliardi di yen nel 1989, ovvero da poco più del 5% a più del 6% del reddito nazionale giapponese. Il sistema è afflitto da eccessiva burocrazia, cure per i pazienti esterni "a catena di montaggio" (poche strutture danno appuntamenti), uso eccessivo di farmaci e abuso del sistema a causa del livello apparentemente basso delle spese vive a carico dei pazienti.
Un altro problema è una distribuzione squilibrata del personale sanitario, con le aree rurali favorite rispetto alle grandi città.
All'inizio degli anni 1990 in Giappone vi erano quasi 191.400 medici, 66.800 dentisti e 333.000 infermieri, oltre a più di 200.000 persone abilitate a praticare massaggio, agopuntura, moxibustione e altri metodi terapeutici asiatico-orientali.

## Costi
| Pubblico 14.256 MLD JPY (38,1%)                | Stato            | 9.703 MLD JPY (25,9%)    |
| Pubblico 14.256 MLD JPY (38,1%)                | Municipalità     | 4.552 MLD JPY (12,2%)    |
| Assicurazione sociale 18.131,9 MLD JPY (48,5%) | Datore di lavoro | 7.538 MLD JPY (20,1%)    |
| Assicurazione sociale 18.131,9 MLD JPY (48,5%) | Dipendente       | 10.593,9 MLD JPY (28,3%) |
| Spese vive                                     | Spese vive       | 4.757 MLD JPY (12,7%)    |
| ecc.                                           | ecc.             | 274 MLD JPY (0,7%)       |
| Totale                                         | Totale           | 37.420 MLD JPY           |

Nel 2008 il Giappone spendeva circa l'8,5% del prodotto interno lordo (PIL) nazionale, ossia 2.873 USD pro capite, nella sanità, classificandosi 20º tra i paesi dell'Organizzazione per la cooperazione e lo sviluppo economico (OCSE). Quell'importo era meno della media del 9,6% tra i paesi OCSE nel 2009, e circa la metà di quella degli Stati Uniti. Nel 2013 la spesa 479 miliardi USD, il 10,3% del PIL, - circa il punto medio dei paesi OCSE.
Il governo ha ben controllato i costi lungo i decenni usando il tariffario uniforme a livello nazionale per il rimborso. Il governo è anche in grado di ridurre le tariffe quando l'economia ristagna. Negli anni 1980, la spesa per l'assistenza sanitaria stava aumentando rapidamente come accadeva in molte nazioni industrializzate. Mentre alcuni paesi come gli Stati Uniti permisero ai costi di salire, il Giappone regolamentò rigidamente l'industria sanitaria per tenere a freno i costi. Le tariffe di tutti i servizi sanitari sono fissate ogni due anni mediante negoziati tra il Ministero della sanità e i medici. I negoziati determinano la tariffa per ogni prestazione e cura medica, e le tariffe sono identiche in tutto il paese. Se i medici tentano di aggirare il sistema prescrivendo più prestazioni per generare reddito, il governo può abbassare le tariffe per quelle prestazioni alla successiva tornata di fissazione delle tariffe. Questo accadde quando la tariffa per una risonanza magnetica fu abbassata dal governo del 35% nel 2002. Così, nel 2009, negli Stati Uniti una risonanza della regione del collo poteva costare 1.500 USD, ma in Giappone costava 98 USD. Il Giappone ha una "copertura catastrofica" dal 1973. Una volta che la compartecipazione mensile di un paziente raggiunge un tetto, nessuna ulteriore compartecipazione è richiesta. La soglia per l'importo della compartecipazione mensile è articolata in tre livelli secondo il reddito e l'età.

## Dotazioni

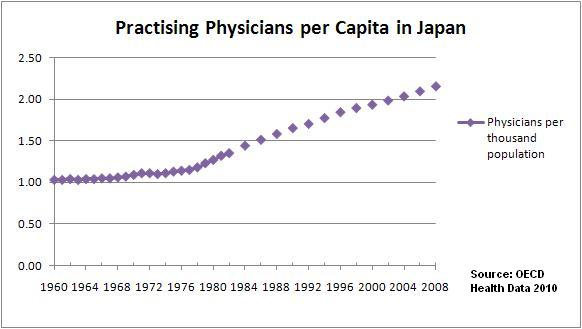
Medici praticanti pro capite dal 1960 al 2008 in Giappone

La popolazione in Giappone ha la più lunga aspettativa di vita alla nascita di quella di qualsiasi paese al mondo. L'aspettativa di vita alla nascita era 83 anni nel 2009 (maschi 79,6 anni, femmine 86,4). Ciò fu ottenuto in un tempo abbastanza breve attraverso una rapida diminuzione dei tassi di mortalità derivati da malattie trasmissibili dagli anni 1950 ai primi anni 1960, seguita da un'ampia riduzione dei tassi di mortalità da infarto dopo la metà degli anni 1960.
Nel 2008 il numero di letti di degenza per 1.000 persone era 8,1, che era più alto che in altri paesi OCSE come gli Stati Uniti (2,7). I confronti basati su questo numero possono essere difficili da fare, tuttavia, poiché il 34% dei pazienti erano ammessi negli ospedali per più di 30 giorni anche in letti che erano classificati non di lungodegenza . Gli addetti per ogni letto sono molto scarsi. Ci sono quattro volte più apparecchi per la risonanza magnetica pro capite, e sei volte il numero di apparecchi per la TAC, in confronto alla dotazione media europea. Il paziente medio visita un dottore 13 volte all'anno — più del doppio della media dei paesi OCSE.
Nel 2008 per 1.000 persone, il numero di medici praticanti era 2,2, che era quasi lo stesso di quello degli Stati Uniti (2,4), e il numero di infermieri praticanti era 9,5, leggermente inferiore a quello degli Stati Uniti (10,8) e quasi identico a quello del Regno Unito (9,5) o del Canada (9,2). I medici e gli infermieri sono abilitati a vita senza necessità di rinnovare l'abilitazione, di continuare la formazione medica o infermieristica e di sottoporsi a valutazione paritaria o di terzi. I dati OCSE elencano insieme gli specialisti e i generalisti per il Giappone perché le due categorie non sono ufficialmente differenziate. Tradizionalmente, i medici sono stati formati per diventare subspecialisti, ma una volta che hanno completato la loro formazione, solo pochi hanno continuato a praticare come subspecialisti. Il resto ha lasciato i grandi ospedali per praticare negli ospedali di piccole comunità o per aprire le proprie cliniche senza alcuna riqualificazione formale come medici generici. Il primo corso per medici generici fu istituito nell'Università di medicina di Saga nel 1978.

### Qualità
Il Giappone è la patria di alcuni dei più famosi ed esperti medici del mondo. I risultati giapponesi per le cure mediche di alto livello sono generalmente in competizione con quelli degli Stati Uniti. Un confronto di due rapporti nel New England Journal of Medicine di MacDonald et al. e di Sakuramoto et al. suggerisce che i risultati per il cancro gastro-esofageo sono migliori in Giappone che negli Stati Uniti sia nei pazienti curati solo con chirurgia che con chirurgia seguita da chemioterapia. Il Giappone eccelle nei tassi di sopravvivenza a cinque anni del cancro al colon, del cancro ai polmoni, del cancro al pancreas e del cancro al fegato sulla base del confronto tra un rapporto dell'Associazione americana di oncologia (American Association of Oncology) e un altro rapporto della Fondazione giapponese per la promozione della ricerca sul cancro (Japan Foundation for the Promotion of Cancer Research). Lo stesso confronto mostra che gli Stati Uniti eccellono nella sopravvivenza a cinque anni del cancro rettale, del cancro al seno, del cancro alla prostata e del linfoma maligno. I risultati chirurgici tendono ad essere migliori in Giappone per la maggior parte dei tumori, mentre la sopravvivenza complessiva tende ad essere più lunga negli Stati Uniti dato l'uso più aggressivo della chemioterapia nei tumori all'ultimo stadio. Un confronto dei dati per il 2009 del Sistema di dati renali degli Stati Uniti (United States Renal Data System, USRDS) e della Società giapponese di renologia (Japan Renology Society) mostra che la mortalità annua dei pazienti che vengono sottoposti a dialisi in Giappone è del 13% in confronto al 22,4% negli Stati Uniti. La sopravvivenza a cinque anni dei pazienti in dialisi è del 59,9% in Giappone e del 38% negli Stati Uniti.
In un articolo intitolato "L'impianto di bypass giapponese per le arterie coronarie ha i requisiti per essere leader mondiale?", Masami Ochi della Scuola nipponica di medicina (Nippon Medical School) evidenzia che le chirurgie giapponesi di bypass coronarico superano quelle di altri paesi sotto molteplici criteri. Secondo l'Associazione internazionale dei trapianti di cuore e polmone (International Association of Heart and Lung Transplantation), la sopravvivenza a cinque anni dei riceventi di trapianti di cuore nel mondo (ISHLT 2011.6), mentre la sopravvivenza a cinque anni dei riceventi giapponesi di trapianti cardiaci era del 96,2% secondo un rapporto dell'Università di Osaka. Tuttavia, solo 120 trapianti di cuore erano stati eseguiti internamente entro il 2011 data la mancanza di donatori.
Le amministrazioni locali delle 47 prefetture hanno qualche responsabilità nella supervisione della qualità dell'assistenza sanitaria, ma non c'è nessuna raccolta sistematica di dati sulle cure o sugli esiti. Le prefetture si occupano delle ispezioni annuali negli ospedali. Il Consiglio giapponese per l'assistenza sanitaria di qualità (Japan Council for Quality Health Care) accredita circa il 25% degli ospedali.

## Accesso

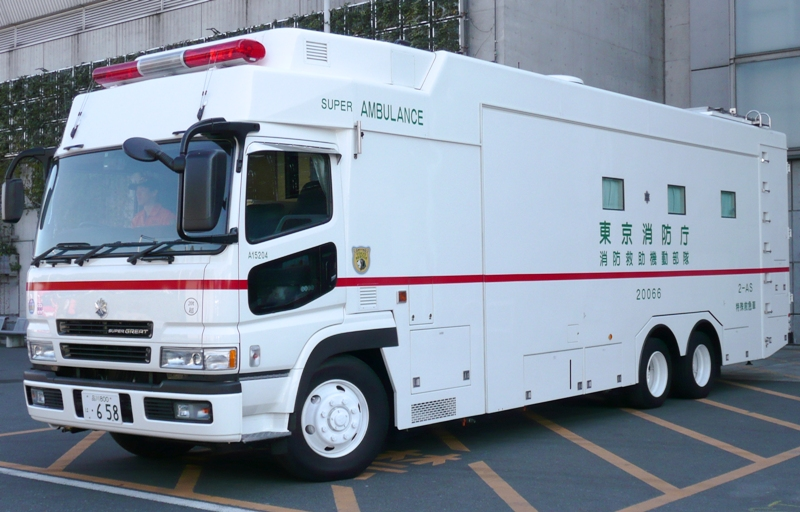
Superambulanza giapponese, Dipartimento dei vigili del fuoco di Tokyo

In Giappone i servizi sono forniti attraverso ospedali regionali/nazionali o attraverso ospedali/cliniche privati, e i pazienti hanno accesso universale a qualunque struttura, benché gli ospedali tendano a far pagare di più ai pazienti senza un riferimento. Come detto sopra, i costi in Giappone tendono ad essere alquanto bassi in confronto a quelli in altri paesi sviluppati, ma i tassi di utilizzo sono molto più alti. La maggior parte delle cliniche con un solo dottore non richiedono prenotazioni e gli appuntamenti nello stesso giorno sono la regola piuttosto che l'eccezione.
I pazienti giapponesi preferiscono la tecnologia medica come le scansioni delle TAC e le immagini delle RM, e ricevono RM a un tasso pro capite 8 volte più alto dei britannici e due volte più volte alto degli statunitensi. Nella maggior parte dei casi, le TAC, le RM e molti altri esami non richiedono periodi di attesa. Il Giappone ha circa il triplo degli ospedali pro capite degli Stati Uniti e, in media, i giapponesi visitano l'ospedale oltre quattro volte più spesso dello statunitense medio. A causa dei grandi numeri di persone che visitano gli ospedali per problemi relativamente secondari, la penuria di risorse mediche può essere un problema in alcune regioni. La questione è diventata motivo di grande preoccupazione in Giappone, particolarmente a Tokyo. Un rapporto ha mostrato che più di 14.000 pazienti di pronto soccorso erano rifiutati dagli ospedali in Giappone prima di essere curati.
Un sondaggio del governo, che ottenne molta attenzione quando fu diffuso nel 2009, citava parecchi di tali incidenti nell'area di Tokyo, compreso il caso di un uomo anziano che era stato respinto da quattordici ospedali prima di morire novanta minuti dopo essere stato finalmente ammesso, e quello di una donna incinta che si lamentava di un grave mal di testa alla quale era stata rifiutata l'ammissione a sette ospedali di Tokyo e che poi era morta di un'emorragia cerebrale non diagnosticata dopo aver partorito. Le cosiddette tarai mawashi (たらい回し? ambulanze che vengono respinte da molteplici ospedali prima che un paziente di pronto soccorso sia ammesso) sono state attribuite a parecchi fattori come i rimborsi medici fissati così bassi che gli ospedali devono mantenere tassi di occupazione molto alti al fine di rimanere solvibili, essendo i soggiorni in ospedale per il paziente più a buon mercato degli alberghi a basso costo, considerando la penuria di medici specialisti e i pazienti a basso costo con necessità minime di cure che intasano il mercato.

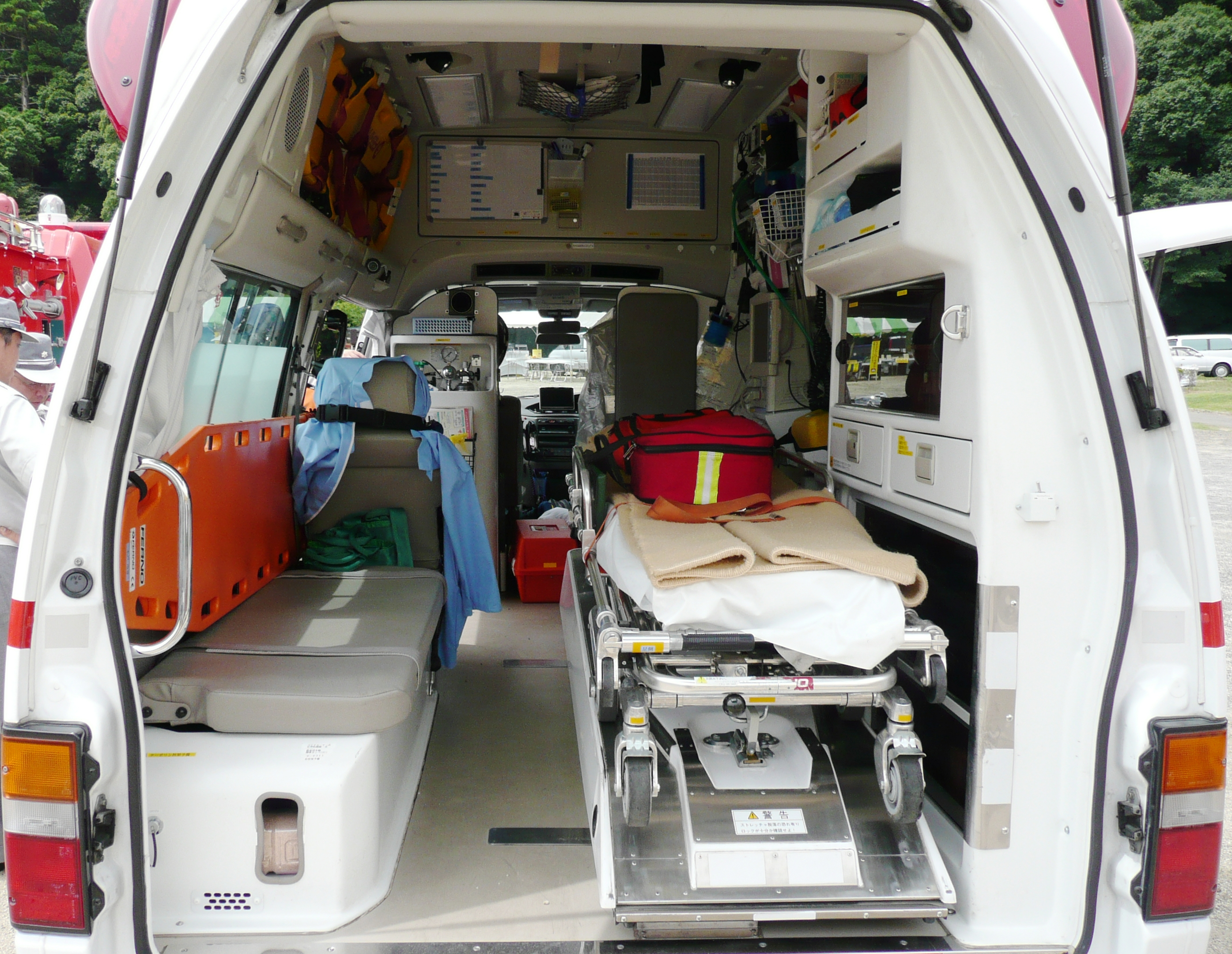
Interno di un'ambulanza ordinaria

## Assicurazione
L'assicurazione sanitaria è, in generale, obbligatoria per i residenti del Giappone, ma non c'è nessuna penalizzazione per il 10% di individui che sceglie di non ottemperare. Vi sono in totale otto sistemi assicurativi sanitari in Giappone, con circa 3.500 assicuratori sanitari. Secondo Mark Britnell, è ampiamente riconosciuto che ci sono troppi piccoli assicuratori. Tali sistemi possono essere divisi in due categorie, Assicurazione sanitaria dei dipendenti (健康保険?, Kenkō-Hoken) e Assicurazione sanitaria nazionale (国民健康保険?, Kokumin-Kenkō-Hoken). L'Assicurazione sanitaria dei dipendenti si divide nei seguenti sistemi:
- Assicurazione sanitaria gestita dai sindacati
- Assicurazione sanitaria gestita dallo Stato
- Assicurazione dei marittimi
- Assicurazione dell'Associazione di mutuo soccorso dei lavoratori pubblici nazionali
- Assicurazione dell'Associazione di mutuo soccorso dei lavoratori pubblici locali
- Assicurazione dell'Associazione di mutuo soccorso degli insegnanti e dei dipendenti delle scuole private

L'Assicurazione sanitaria nazionale è generalmente riservata ai lavoratori autonomi e agli studenti, e l'assicurazione sociale è normalmente per i dipendenti delle società. L'Assicurazione sanitaria nazionale può avere due categorie:
- Assicurazione sanitaria nazionale per ogni città, cittadina o villaggio
- Unione delle Assicurazioni sanitarie nazionali

L'Assicurazione sanitaria pubblica copre la maggior parte dei cittadini/residenti e il sistema paga il 70% o più dei costi medici e dei farmaci con obbligo di ricetta, mentre il rimanente è coperto dal paziente (si applicano i limiti superiori). Il premio mensile per l'assicurazione si paga per famiglia ed è commisurato al reddito annuo. L'assicurazione sanitaria privata supplementare è disponibile solo per coprire le compartecipazioni o i costi non coperti e ha un pagamento fisso per i giorni in ospedale o per la chirurgia effettuata, piuttosto che per la spesa effettiva.
C'è un sistema di assicurazione separato (Kaigo Hoken) per le terapie a lungo termine, gestito dai governi municipali. Le persone con più di 40 anni versano contributi pari a circa il 2% del loro reddito.